# Пливе кача по Тисині
«Пливе́ ка́ча по Тиси́ні…» — українська лемківська (за іншими даними, закарпатська) тужлива народна пісня. Стала широковідома після її виконання під час реквієму за загиблими учасниками Революції гідності.
Пісня «Плине кача…» включена до протоколу параду ЗСУ до Дня Незалежності 24 серпня 2014-го (у виконанні академічного хору ім. Ревуцького).

## Походження
Перший куплет пісні побачив світ у збірці  закарпатського письменника і перекладача Василя Ґренджи-Донського "Квіти з терном", яка була опублікована 1923 року в Ужгороді.
Плавле кача по тисині; 

«Мамко моя, не лай нині, 

Залаєш ми в злу годину, 

Сам не знаю, де погину».

Це дало підставу дослідникові Василеві Соколу стверджувати, що пісня має літературну історію і народний поетичний твір був істотно перероблений. Проте Василь Німчук вважає, що цей куплет запозиченням з народної пісні про що може свідчити те, що в пізніших переробках вірша його нема. 
За свідченнями фольклориста Івана Хланти, пісню «Пливе кача по Тисині» вперше записав композитор і фольклорист Дезидерій Задор у 1940-х роках у селі Воловець Закарпатської області - Бойківщина. Пісня була опублікована у збірці «Народні пісні підкарпатських русинів» в Ужгороді у 1944 році.
У найближчій історичній перспективі належала до репертуару воїнів УПА під час Другої світової війни та збройної боротьби 1950-х років.

## Історія записів і виконання

### Рання історія
Першою виконала пісню «Гей, пливе кача по Тисині» на професійній сцені у 1960-х роках солістка Закарпатського народного хору Віра Баганич, а в 1972 році записала її на платівку фірми «Мелодія».
Нове публічне життя прийшло до пісні 1986-го року: вона увійшла до репертуару львівського ВІА «Ватра» (спершу в сольному виконанні О. Білозір, пізніше в дуеті з В. Морозовим). 1988 року пісню записав канадсько-український гурт «Черемшина» і вона увійшла в альбом «Cheremshyna (volume 3)». Гурт додав до оригінального виконання Закарпатського народного хору простий вокаліз, покликаний торкнутися серця слухачів і допомогти зрозуміти біль матері, яка втратила коханого сина.

### Сучасність

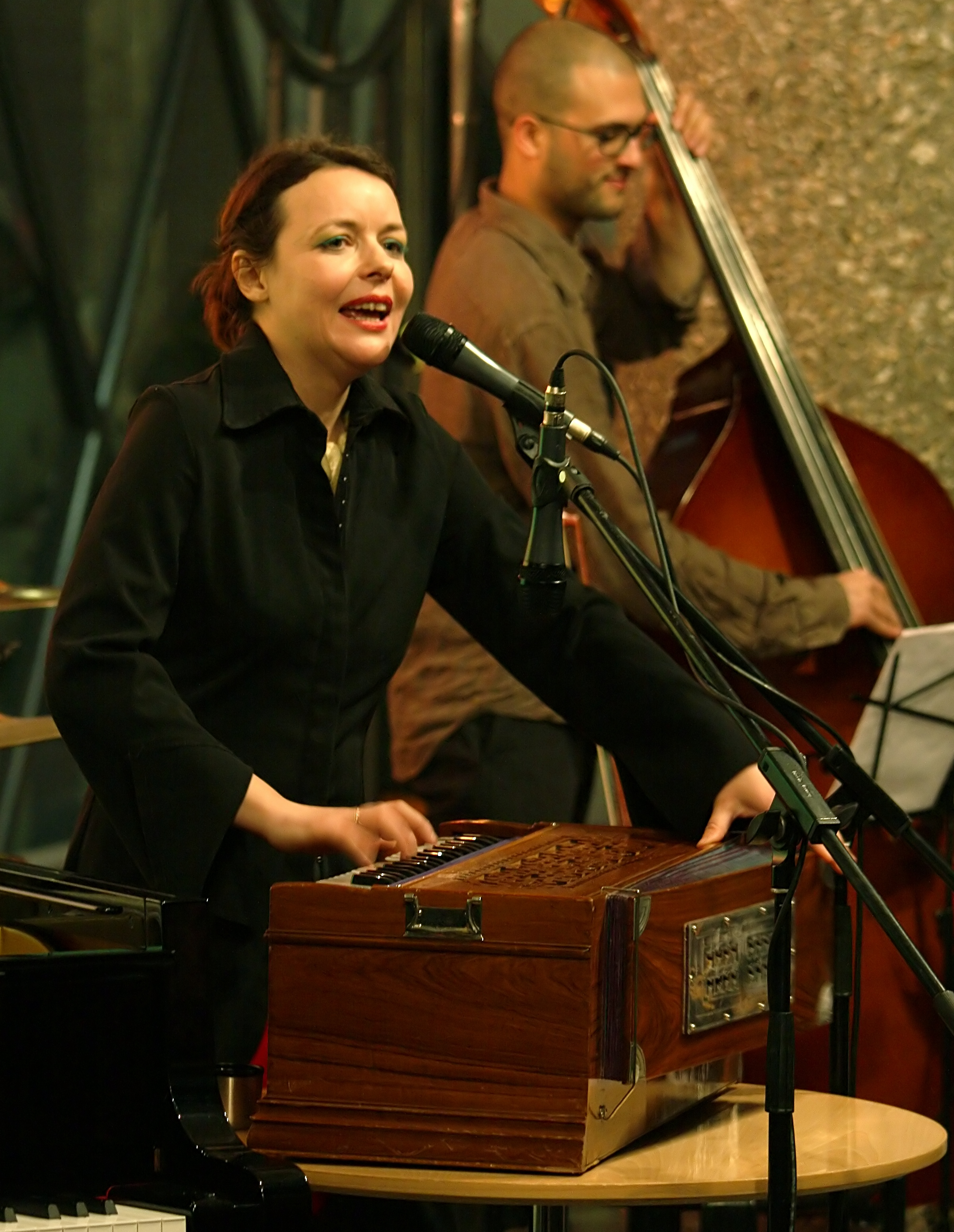
Мар'яна Садовська виконує пісню у супроводі індійської фісгармонії

2000 року пісню включено до циклу «Наші партизани» спільного альбому Тараса Чубая та гуртів «Плач Єремії» і «Скрябін». Великої популярності пісня здобула після виходу 2002 року в аранжуванні і виконанні «Піккардійської Терції» альбому «Ельдорадо».
Крім «Піккардійської Терції», пісня також відома у виконанні різних гуртів та хорових колективів, таких як капела ім. Ревуцького, а також хор Київської православної богословської академії, семінаристи якої були безпосередніми учасниками подій у центрі Києва. Також ця пісня виконувалася на міжнародному фестивалі «Virgo Lauretana» в Італії. Шанувальникам рок-музики відома за інструментальним виконанням Лютомисла. Пісню виконав данський неофолк-гурт «Die Weisse Rose» під час свого концерту у Києві 2015 року, вона увійшла у їхній концертний альбом «White Roses In Bloom In Kyiv».

### Події Революції Гідності

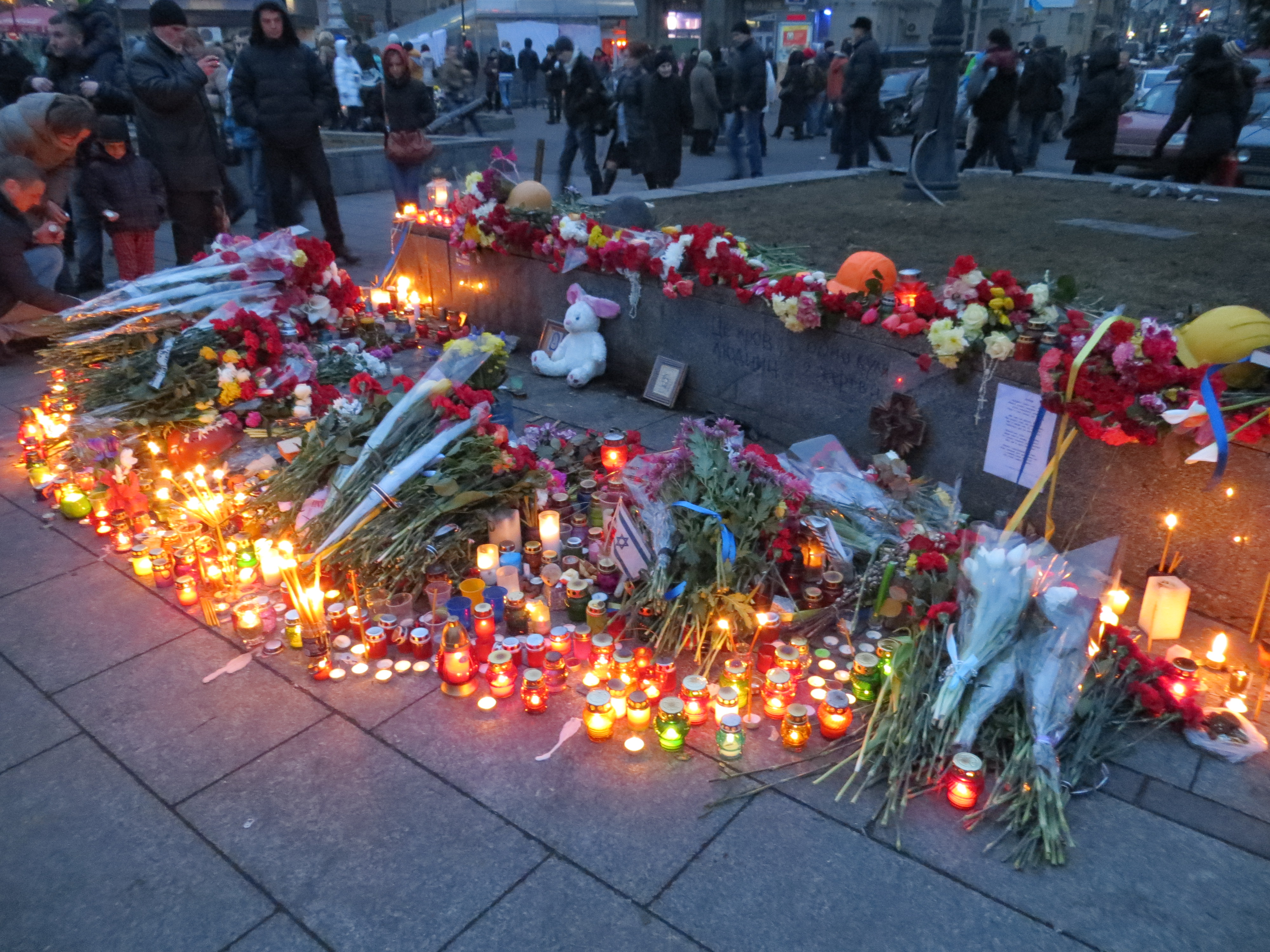
Вшанування пам'яті «Небесної сотні».
Київ, Майдан Незалежності, 23 лютого 2014 року.

Версія 2002 року у виконанні «Піккардійської Терції» була запропонована як реквієм під час перших панахид на Майдані Незалежності за загиблими героями Революції гідності. Композиція прозвучала у січні 2014-го, на похороні загиблого білоруса Михаїла Жизневського. Його друзі знали, що пісня «Гей, пливе кача» є його улюбленою і тому ввімкнули її під час прощання з ним. Через сильне смислове й емоційне навантаження цієї пісні її продовжили співати в пам'ять за загиблими, трохи з часом вона стала неофіційним гімном, який співали в пам'ять за загиблими активістами Євромайдану (Небесної сотні) та іншими загиблими під час війни на сході України.
За свідченням ведучого сцени Майдану Володимира Гонського, пісня мала потужний емоційний вплив на учасників панахид, аж до травматичного включно (серцеві напади, шоковий стан, істерики).

«…кожна мати розуміє, що виховує сина не для того, щоби відпускати на війну, будь-який чоловік не хоче загинути на чужині, сестра чи брат не готові втрачати найближчих. Сьогодні вже важко уявити собі прощання з Героями якимось іншим твором. Людина, яка написала цю пісню, перепустила її через серце. Тому зараз із автором в унісон плачуть сотні тисяч людей…»

### Інші виконання
Пісня виконувалась у телевізійному шоу «Голос країни» (5-й і 6-й сезони). У виборі наосліп її виконали Дарина Степанюк та учасниця суперфіналу Інна Іщенко. Входить до репертуару фіналістів шоу X-Фактор тріо «Тріода».

### Версія російських пропагандистів
У травні 2022 року рашисти Акім Апачев і Дар'я Фрей переспівали пісню «Пливе кача», цинічно познущавшись над нею, не тільки поганим виконанням, а й «приурочивши» її до знищення Маріуполя. 10 червня 2022 російський телеканал RT випустив кліп на цю пісню, знятий на руїнах Азовсталі в Маріуполі. У липні 2022 YouTube заблокував кліп за мову ворожнечі. 

## Звукозаписи
- Закарпатський народний хор, солістка Віра Баганич. LP, «Мелодія», СРСР (1972)[22]
- «Черемшина» — «Cheremshyna Volume 3». «Yevshan Records», Канада (1988)[23]
- О. Білозір та В. Морозов. Аудіокасета, студія «Кобза», Україна-Канада (1989)[24]
- О. Білозір — Singer From Ukraine. Аудіокасета, «Українська громада Вікторії», Австралія (1993)[25]
- Тарас Чубай і Скрябін — «Наші партизани». CD, Караван CD, Україна (2000)[26]
- Mariana Sadovska — «Songs I Learned In Ukraine». CD, Global Village Music, Канада (2001)[27]
- Піккардійська Терція — «Ельдорадо», CD, Rostok Records, Україна ‎(2002)[12]
- Angela Gaber Trio — «Opowieści Z Ziemi». CD. Aura Art, Польща (2013)[28]
- Тріода — Душа українського народу. V Studio (2014)[29]
- Die Weisse Rose (Данія) — White Roses In Bloom In Kyiv. CD, Old Captain, Україна (2015)[15]
- Dagadana — Meridian 68. CD. Karrot Kommando, Польща (2016)[30]
- Switchback — Live In Ukraine (запис із концерту у Запоріжжі, 2015). CD, Multikulti Project, Польща (2016)[31]
- Сусанна Яра — Rusyn Takes. CD, Ruska Bursa, Польща (2017)[32]
- Віра Баганич — «Понад Плаєм, Плаєм…». Закарпатські народні пісні з репертуару Віри Баганич. MP3-CD. Управління культури Закарпатської облдержадміністрації. (2017)[33]

## Фільми
- Саундтрек у документальному фільмі «Срібна Земля. Хроніка Карпатської України 1919—1939». Режисер Тарас Химич, «Invert pictures», 2012[34]
- Пісня звучить у першій серії бразильського містичного серіалу Бездушні (2020).

## Пісня на SoundCloud
- Аліна Залозна у соціальній звуковій хмарі SoundCloud
- Андрій Ляшук у соціальній звуковій хмарі SoundCloud
- Bela Leindecker у соціальній звуковій хмарі SoundCloud
- Grass Project у соціальній звуковій хмарі SoundCloud
- Leléka у соціальній звуковій хмарі SoundCloud
- Lutomysl у соціальній звуковій хмарі SoundCloud